# 大野町バラ公園

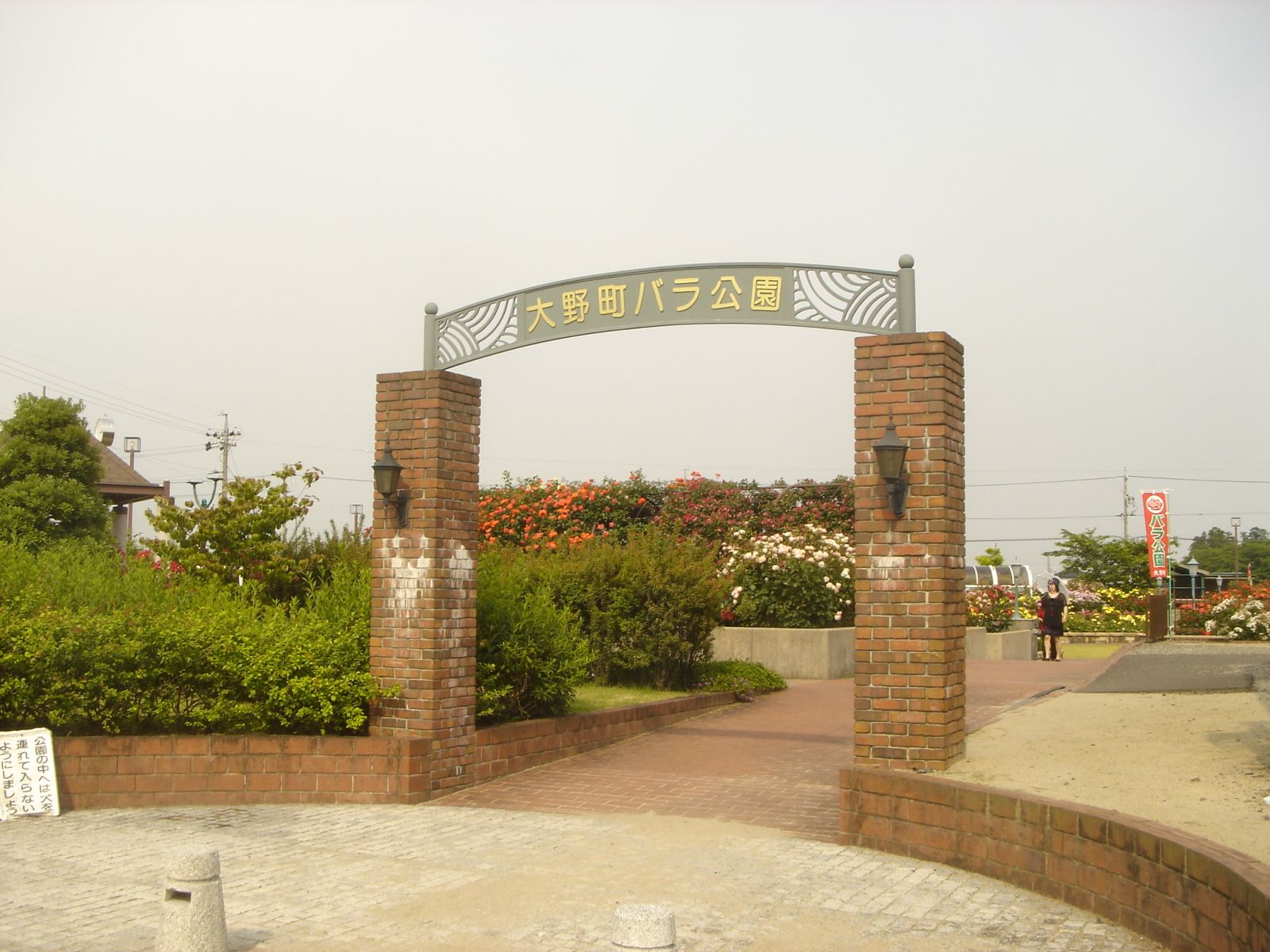
大野町バラ公園

大野町バラ公園（おおのちょうばらこうえん）は、岐阜県揖斐郡大野町にある公園。「大野バラ公園」や「バラ公園」ともいう。

## 概況
- 大野町は1957年（昭和32年）頃からバラの生産を始めており、その苗木の生産量は日本一である。バラを町の花に定め、それを生かした町づくりを計画する。
- 大野町は中心施設として大野町立南小学校跡地を整備しており、1997年（平成9年）5月には大野町バラ公園を開園する。
- 2007年現在、100品種、2,000株のバラが植えられている。最も青色に近い品種「ブルーヘヴン」もある。5月から11月までが見ごろ。
- 毎年5月上旬、バラ祭りが開催される。

## 交通機関
- 東海道本線大垣駅（大垣駅前バスのりば）1番のりばより名阪近鉄バス 大野バスセンター行き「南小前」バス停下車、徒歩1分。
- 大野デマンドタクシー「バラ公園」停留所下車、徒歩すぐ。